# Mẫn Bá Xuân
Mẫn Bá Xuân (sinh năm 1977) là một võ sĩ đô vật người Việt Nam. Anh được xem là vận động viên đấu vật giàu thành tích nhất của Việt Nam với 13 chức vô địch quốc gia. Trong đấu trường quốc tế, anh cũng đã có được một bộ sưu tập với 5 huy chương vàng SEA Games và một lần giành hạng 4 tại giải Vô địch châu Á.

## Thân thế và sự nghiệp
Anh sinh năm 1977 tại Yên Phong, Bắc Ninh trong một vùng đất giàu truyền thống của bộ môn vật.
Được huấn luyện viên Nghiêm Xuân Thái phát hiện lần đầu tiên từ một giải vật làng, Mẫn Bá Xuân được tuyển vào đội vật Quân đội và từ đó, liên tục thăng tiến. Ngoài 13 chức vô địch quốc gia và 5 HCV SEA Games, Mẫn Bá Xuân còn một lần giành hạng 4 tại giải VĐ châu Á. Hiện tại, anh đang là Huấn luyện viên đội tuyển vật Quân đội, hàm Trung tá và đang theo học cao học Đại học TDTT Trung ương I – môn vật.